# Three Chord Society
Three Chord Society (kurz: 3CS) war eine deutsche Punkband aus Bad Segeberg in Schleswig-Holstein. Sie bestand zuletzt aus Sänger Ben Braun, den Gitarristen Nils Müller und Manuel Endtricht sowie Schlagzeuger Jörn Schwarzburger.
Ihr Stil lässt sich in den Bereich Punk bzw. Melodycore einordnen.
Seit der Gründung im März 2003 wurden über 100 Konzerte u. a. mit Alkaline Trio, Donots, One Fine Day, Itchy Poopzkid, Boysetsfire, Vanilla Sky, ZSK, und Montreal gespielt.
Am 17. März 2016 gab die Band ihre Auflösung bekannt. Ihr letztes Konzert fand am 8. September 2017 in Hamburg statt.

## Diskografie
- 2004: Greatest Hits (EP)
- 2005: What Remains (Album)
- 2007: Three Chord Society (Album)
- 2008: Issue #1 (EP)
- 2011: Sanguinity (Album, 141records)
- 2012: Days of Grace (Album, 141records)
- 2015: Anchors Aweigh! (Album, 141records)

## Videos
- The Swan Song (2010)
- I Am An Ocean (2011)
- The Bright Side (2011)
- Into The Wild (2012)
- On The Brink (2013)
- The Whitest Lie (2015)